# Witalij Jelisiejew
Witalij Michajłowicz Jelisiejew (ros. Виталий Михайлович Елисеев; ur. 26 lutego 1950 w Kirowabadzie) – rosyjski wioślarz reprezentujący ZSRR, srebrny medalista olimpijski i trzykrotny medalista mistrzostw świata.

## Kariera
Wystąpił na igrzyskach olimpijskich w Moskwie w 1980, gdzie osada ZSRR w składzie: Aleksiej Kamkin, Walerij Dolinin, Aleksandr Kułagin i Witalij Jelisiejew zdobyła srebrny medal. W finale o 3,64 sekundy przegrali z osadą NRD, a o 4,77 sekundy wyprzedzili Wielką Brytanię. Był to jego jedyny start olimpijski.
W tej samej konkurencji zdobył także złote medale na mistrzostwach świata w Amsterdamie (1977) i mistrzostwach świata w Monachium (1981) oraz srebrny na mistrzostwach świata w Lucernie (1982).
Ukończył studia na Moskiewskim Instytucie Lotniczym (MAI). Czterokrotnie zdobywał mistrzostwo ZSRR: w 1980, 1981 i 1982 zwyciężał w czwórkach bez sternika, a w 1977 był najlepszy w dwójkach bez sternika. Po zakończeniu kariery został trenerem wioślarstwa i sędzią. Uhonorowany tytułem Zasłużonego Mistrza Sportu ZSRR. Pracował także jako wykładowca na Wydziale Wychowania Fizycznego MAI.